# Georg Breusing
Le Georg Breusing était un navire de sauvetage en mer de la Deutsche Gesellschaft zur Rettung Schiffbrüchiger (littéralement, société allemande de sauvetage des naufragés, abrégée DGzRS) dans la classe 26 m (dite classe Georg Breusing), qui a été construit en 1963 par le chantier naval Abeking & Rasmussen (en) à Lemwerder sous le numéro de construction 5870. La désignation interne de la DGzRS était KRS 6.

## Historique
Le navire a été baptisé à Brême-Vegesack le 29 mai 1963 pour le 98ème anniversaire de la DGzRS en l'honneur du fondateur de la première association de sauvetage de la Frise orientale (1861), l'inspecteur en chef des douanes d'Emden Georg Breusing (de).
Le Georg Breusing a été stationné sur l'île de Borkum  du 17 juin 1963 jusqu'à sa mise hors service le 1er juillet 1988. Durant sa carrière les équipages ont sauvé 1.672 personnes en mer.

### Préservation
Le navire a été mis hors service et il a été transféré à une association de parrainage privée, la Rettungskreuzer Georg Breusing e. V.. 
Le Georg Breusing est un navire musée, à côté du bateau-phare Amrumbank II et du lougre Stadt Emden, se trouvant dans le port d'Emden-Ratsdelft depuis le 23 décembre 1988. Le navire est toujours opérationnel aujourd'hui et quitte parfois son poste d'amarrage lors d'occasions spéciales.

## Galerie

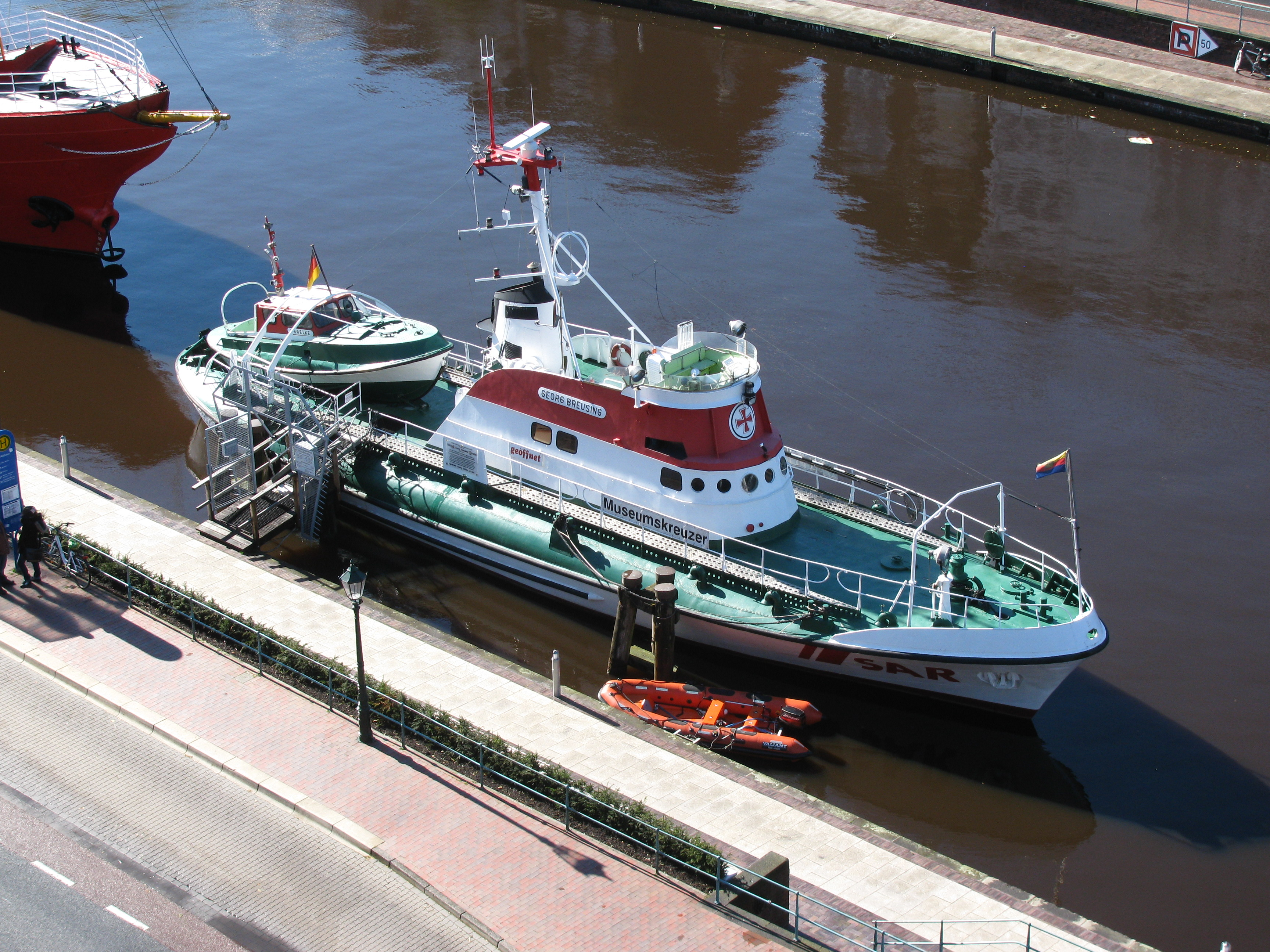
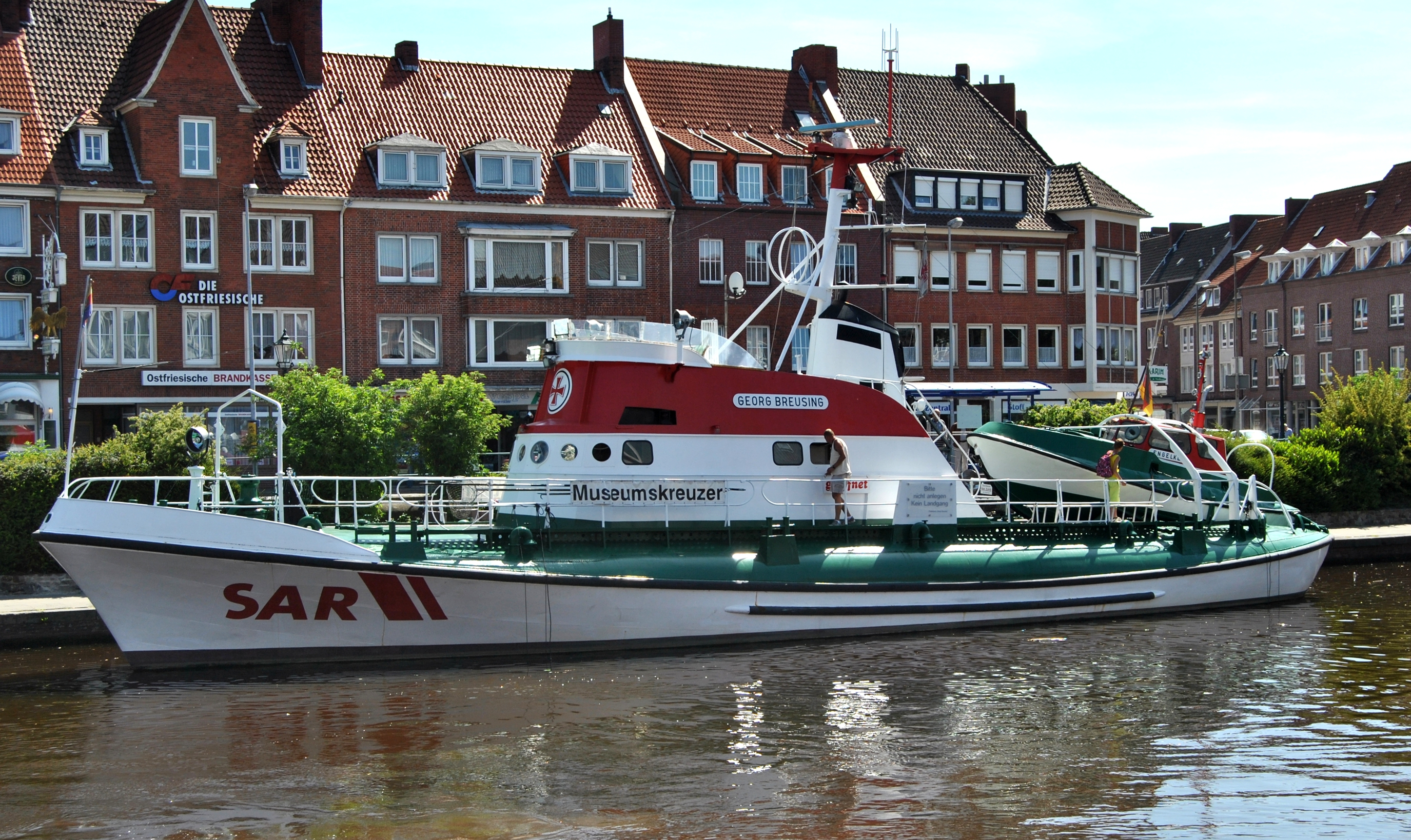